# Semenovia
Semenovia es un género de plantas  pertenecientes a la familia Apiaceae. Comprende 27 especies descritas y de estas, solo 8 aceptadas.

## Taxonomía
El género fue descrito por Regel & Herder y publicado en Bulletin de la Société Impériale des Naturalistes de Moscou 39(3): 78. 1866. La especie tipo es: Semenovia transiliensis Regel & Herder.

## Algunas especies
A continuación se brinda un listado de las especies del género Semenovia aceptadas hasta julio de 2013, ordenadas alfabéticamente. Para cada una se indica el nombre binomial seguido del autor, abreviado según las convenciones y usos.
- Semenovia bucharica Manden.
- Semenovia dasycarpa (Regel & Schmalh.) Korovin
- Semenovia heterodonta Manden.
- Semenovia pamirica Manden.
- Semenovia pimpinelloides (Nevski) Manden.
- Semenovia rubtzovii (Schischk.) Manden.
- Semenovia tragioides Pimenov & V.N. Tikhom.
- Semenovia transiliensis Regel & Herder